# Brachystephanus africanus
Brachystephanus africanus är en akantusväxtart som beskrevs av Spencer Le Marchant Moore. Brachystephanus africanus ingår i släktet Brachystephanus och familjen akantusväxter.

## Underarter
Arten delas in i följande underarter:
- B. a. madagascariensis
- B. a. recurvatus